# Festival Présences
Le Festival Présences, créé par Claude Samuel en 1991, est produit par Les Concerts de Radio France. Le festival est consacré à la musique contemporaine et à la création.

## Historique
Programmé au mois de février par le Département de la Création musicale de Radio France, le Festival Présences se déroule à la Maison de la radio et de la musique à Paris.
Le festival a également été présent dans différents lieux en France et à l’étranger. Il a notamment été programmé à Shanghaï à l’occasion de l’Exposition universelle de 2010.
Le festival a fait entendre plusieurs centaines de partitions nouvelles, dont un tiers sont des créations mondiales. Le festival propose également une série de portraits de compositeurs de la fin du XXe siècle.
Le Festival est dirigé successivement par Yves Prin, Jean-Pierre Armengaud, Alain Moëne, René Bosc, Bruno Bérenguer et depuis 2018 par Pierre Charvet.
Depuis 2022, le festival a signé un partenariat avec le Conservatoire national supérieur de musique et de danse de Paris.

## Éditions du festival
Depuis la création en septembre 1990 du Festival « Présences » de Radio France sous la direction musicale de Claude Samuel, les éditions ont été :
- 1991 : 1re édition – Un festival de musique américaine ; directeur artistique Yves Prin
- 1992 : 2e édition – L'Europe des jeunes compositeurs ; délégués artistiques Jean-Pierre Armengaud et Yves Prin
- 1993 : 3e édition – Hommages aux Russes ; délégués artistiques Jean-Pierre Armengaud et Yves Prin
- 1994 : 4e édition – Le festival des confrontations, portrait de György Ligeti, délégués artistiques Jean-Pierre Armengaud et Yves Prin
- 1995 : 5e édition – Repères et références, portrait de Sofia Goubaïdoulina ; délégués artistiques Jean-Pierre Armengaud et Yves Prin
- 1996 : 6e édition – portrait de Mauricio Kagel ; délégués artistiques Jean-Pierre Armengaud et Yves Prin
- 1997 : 7e édition – Aspects de la création italienne, portrait de Luciano Berio ; délégués artistiques : Claude Samuel et Yves Prin
- 1998 : 8e édition – Regards sur la création musicale française, portrait de Iannis Xenakis ; directeur artistique Yves Prin
- 1999 : 9e édition – Paris - New York – Montréal, portrait de Pascal Dusapin ; directeur artistique Yves Prin
- 2000 : 10e édition – délégué artistique Alain Moëne
- 2001 : 11e édition – délégué artistique Alain Moëne
- 2002 : 12e édition – délégué artistique René Bosc
- 2003 : 13e édition – portrait d’Hans Werner Henze ; délégué artistique René Bosc
- 2004 : 14e édition – portrait de Philippe Hersant ; délégué artistique René Bosc
- 2005 : 15e édition – portrait de Marc-André Dalbavie ; délégué artistique René Bosc
- 2006 : 16e édition – portrait de Krzysztof Penderecki ; délégué artistique René Bosc
- 2007 : 17e édition – portrait de Thomas Adès ; délégué artistique René Bosc
- 2008 : 18e édition — Lille, Montpellier, Toulouse et Paris (Cité de la Musique) ; délégué artistique René Bosc
- 2009 : 19e édition – Paris, Dijon, Metz ; délégué artistique René Bosc
- 2010 : 20e édition — Paris / Shanghaï ; délégué artistique René Bosc
- 2011 : 21e édition – portrait de Esa-Pekka Salonen ; délégué artistique René Bosc
- 2012 : 22e édition – portrait de Oscar Strasnoy
- 2013 : 23e édition – Aix-en-Provence (Grand Théâtre de Provence), les compositeurs de la Méditerranée
- 2014 : 24e édition – « Paris - Berlin »[3]
- 2015 : 25e édition – Les deux Amériques
- 2016 : 26e édition – « Oggi l'Italia » ; délégué artistique Bruno Bérenguer
- 2017 : 27e édition – portrait de Kaija Saariaho ; délégué artistique Bruno Bérenguer
- 2018 : 28e édition – portrait de Thierry Escaich[4] (à la mémoire de Pierre Pincemaille[5]) ; délégué artistique Bruno Bérenguer
- 2019 : 29e édition – portrait de Wolfgang Rihm ; délégué artistique Pierre Charvet
- 2020 : 30e édition – portrait de George Benjamin[6] ; délégué artistique Pierre Charvet
- 2021 : 31e édition – portrait de Pascal Dusapin[7] ; délégué artistique Pierre Charvet
- 2022 : 32e édition – portrait de Tristan Murail[8]; délégué artistique Pierre Charvet
- 2023 : 33e édition – portrait de Unsuk Chin[9] ; délégué artistique Pierre Charvet
- 2024 : 34e édition – portrait de Steve Reich[10] ; délégué artistique Pierre Charvet [11]
- 2025 : 35e édition – portrait de Olga Neuwirth ; délégué artistique Pierre Charvet [12]